# Grasberg (commune)
Grasberg est une municipalité allemande du land de Basse-Saxe et l'arrondissement d'Osterholz. En 2014, elle comptait 7 637 hab.

## Quartiers
- Adolphsdorf (de)
- Dannenberg
- Eickedorf (de)
- Grasdorf
- Huxfeld (de)
- Meinershausen (de)
- Mittelsmoor (de)
- Otterstein
- Rautendorf
- Schmalenbeck
- Seehausen
- Tüschendorf (de)
- Weinkaufsmoor (de)
- Wörpedorf (de)

## Source
- (de) Cet article est partiellement ou en totalité issu de l’article de Wikipédia en allemand intitulé « Grasberg » (voir la liste des auteurs).